# Lopau (Fluss)
Die Lopau ist ein rechter Nebenfluss der Luhe in der Lüneburger Heide.

## Geographie

### Verlauf
Die Lopau entspringt mit zwei Quellarmen aus den Süderteichen und den im Westergrund gelegenen Westerteichen auf dem Truppenübungsplatz Munster-Nord, in der Nähe des unbewohnten Dorfs Lopau, das zum Gebiet der Stadt Munster gehört. In ihrem Oberlauf durchfließt die Lopau ein vergleichsweise stark reliefiertes Tal, das bis 30 Meter in das Waldgebiet Raubkammer eingeschnitten ist. Im einstigen Grünland der Talsohle breitet sich nun Erlenaufwuchs aus. In Bockum, einem Ortsteil der Gemeinde Rehlingen im Landkreis Lüneburg, nimmt die Lopau die von links zufließende, mindestens gleich große Ehlbeck auf. Östlich von Amelinghausen wird der Fluss durch eine Talsperre an der Bundesstraße 209 zum touristisch genutzten Lopausee aufgestaut. Nördlich von Amelinghausen mündet die Lopau in der Nähe der Oldendorfer Totenstatt bei Oldendorf (Luhe) rechtsseitig in die Luhe. Von der Quelle bis zur Mündung beträgt die Flusslänge 13,8 Kilometer. Über die längere Ehlbeck ergibt sich ein längster Fließweg von 17,3 Kilometern. Der Bachlauf ist im Landkreis Heidekreis als Naturschutzgebiet „Oberes Lopautal“ und in dem daran anschließenden Abschnitt im Landkreis Uelzen als Naturschutzgebiet „Lopautal“ ausgewiesen. Der weitere Verlauf des Fließgewässers im Landkreis Lüneburg ist mit Ausnahme des durch den Lopausee verlaufenden Abschnitts als Landschaftsschutzgebiet gesichert.

## Nebenflüsse und Seen
Vom Ursprung zur Mündung.
- Westergrund, von links und Westen bei Munster-Lopau
- (Graben aus Wulfsode), von rechts und Osten
- Ehlbeck, von links und Westen bei Rehlingen-Bockum
- Durchfließt den Lopausee östlich von Amelinghausen

## Befahrungsregeln
Wegen intensiver Nutzung der Luhe durch Freizeitsport und Kanuverleiher erließ der Landkreis Harburg 2002 eine Verordnung unter anderem für die Luhe, ihre Nebengewässer und die zugehörigen Uferbereiche, die den Lebensraum von Pflanzen und Tieren schützen soll. Seitdem ist das Befahren und Betreten der Lopau ganzjährig verboten.

## Geologie und Wasserqualität
Das Einzugsgebiet der Lopau umfasst 99 Quadratkilometer. Sie entspringt in einer saaleeiszeitlichen Abschmelzrinne in den Endmoränen und Sandern der Hohen Heide, dem zentralen Höhenzug der Lüneburger Heide. Das Quellgebiet der Lopau liegt innerhalb des Truppenübungsplatzes Munster Nord. Um die Gewässer nicht zu gefährden, dürfen schwere Militärfahrzeuge, insbesondere Panzer, in diesem Bereich nur betonierte Panzerstraßen benutzen. Nachdem die im 19. Jahrhundert am Oberlauf der Lopau zur Wiesenbewirtschaftung errichteten Stauwehre weitgehend verfallen sind, gilt die Lopau als weitgehend naturnah, ihre Wasserqualität hat durchgehend die Güteklasse II (mäßig belastet). In diesem überwiegend durch dichtes Ufergehölz beschatteten Abschnitt weist die Lopau wieder Merkmale eines anthropogen kaum beeinflussten Gewässers auf. Spürbar beeinträchtigt wird die Wasserqualität durch den Aufstau am Lopausee, dessen hoher Auslauf die Aufwärtsbewegung von Fischen und anderen ausschließlich im Wasser lebenden Tieren unterbindet. Zum Schutz des Gewässers ist, mit Ausnahme des Lopausees, die Befahrung mit Sportbooten untersagt. Die Wasserqualität wird durch das Land Niedersachsen an der Messstelle Bockum überwacht.

## Flora und Fauna

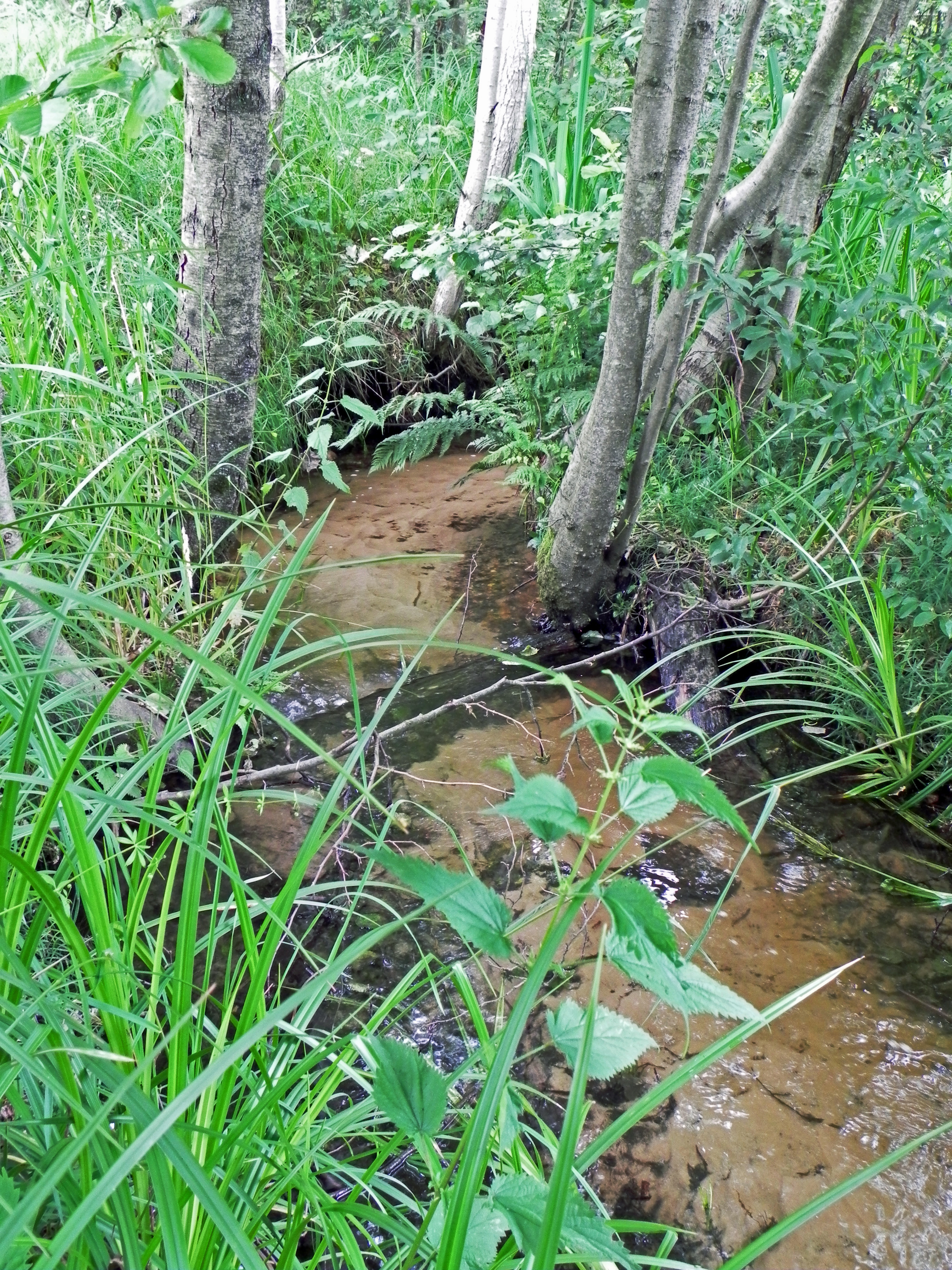
Die Lopau im Ort Lopau, nahe ihrer Quelle

In den Talsohlen im Quellgebiet und am Oberlauf der Lopau findet sich eine abwechslungsreiche Bruchlandschaft mit Mooren, Mischwäldern, verwilderten Wiesen und zahlreichen, zum Teil verlandeten Fischteichen. Der Fluss dient auch als Lebensraum für seltene Fischarten wie Bachneunauge und Groppe. Im oberen Lopautal und den angrenzenden Wäldern brüten Schwarzstorch, Eisvogel und Raufußkauz.

## Wasserwirtschaft

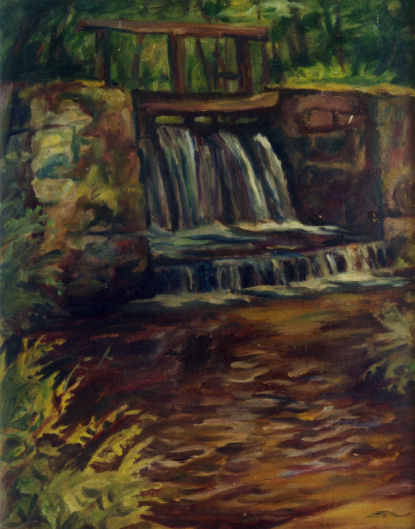
Stauwehr in Rehlingen
Gemälde von Erwin Vollmer, 1943

Im 19. Jahrhundert wurde die Lopau zur Bewässerung der anliegenden Wiesen durch Wehre aufgestaut. Nachdem die Wiesenbewirtschaftung weitgehend aufgegeben wurde und einige der damals angelegten Wiesendrainagen blockiert worden sind, breitet sich am Oberlauf wieder ein Erlenbruch aus. An die damalige Kultivierung der großen Heide- und Moorflächen am Oberlauf des Flusses durch den Magdeburger Industriellen Richard Toepffer erinnert die Ruine des Töpferturms (Die heutige Schreibweise weicht vom Namen ab!) oberhalb eines 15 Meter hohen rechtsseitigen Steilhangs in der Gemarkung Lopau.